# 津新地駅
津新地駅（つしんちえき）は、かつて三重県津市愛宕町にあった（伊勢電気鉄道本線→）近畿日本鉄道伊勢線の駅（廃駅）である。

## 概要

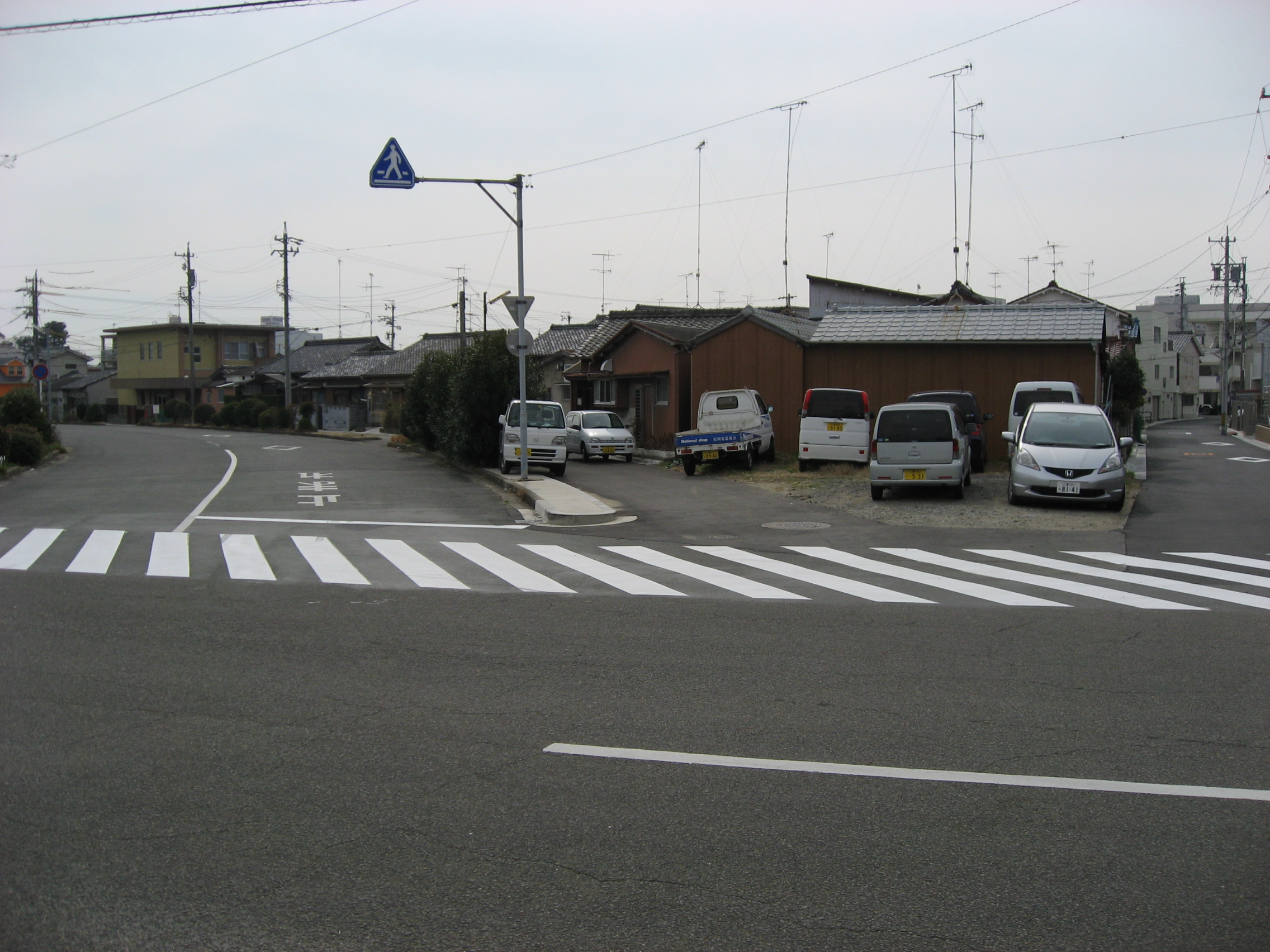
右奥に進む道路が初代津新地駅に至る路盤跡で、左に曲がる道路が路線延長後の路盤跡である。

四日市・津間の諸集落を結ぶために設立された軽便鉄道である伊勢鉄道（現在の同名第三セクター鉄道とは別）は、1917年の開業当初、津市におけるターミナルを鉄道院（国有鉄道）参宮線津駅に隣接した（初代）津市駅（後の部田駅）に置いていたが、その後市街中心部への進出を目論むようになり、1924年に当駅まで路線を延長した。当初は（2代目）津市駅と称し、安濃川を渡ってすぐの市街地北端にあたる所に位置し、頭端式ホーム1面2線を備えた。
伊勢鉄道が伊勢電気鉄道へと社名を改めた1926年頃、会社は積極経営に転じており、1930年には当駅より伊勢神宮（大神宮前駅）方面へと路線を延長することになった。この際に、当駅から直接南下するのではなく、カーブを描いて海岸線に出るルートがとられ、当駅も南東方向に向かう線路上に移設された。桑名・大神宮前間で急行・準急電車の運転が開始されると、市街地の中心付近に在った当駅は当然それら優等列車の停車駅となった。伊勢電気鉄道が参宮急行電鉄に合併された2年後の1938年には関西急行電鉄によって関急名古屋駅までの延伸が果たされ、名古屋・大神宮前間に直通電車が走るようになった。
しかし、同年の12月には名古屋 - 参急中川間の直通運転を開始し、さらに戦中の1942年に不要不急線として新松阪・大神宮前間の線路が撤去されると、伊勢線はローカル線に転落した。戦後も乗客は伸び悩み、1961年の江戸橋・新松阪間の廃線と時を同じくして津新地駅も廃駅となった。
廃線跡は道路となり、初代津新地駅へ向かう路盤と、2代目津新地駅へ向かう路盤との分岐も確認できる。

## 駅設備
駅舎は当初、伊勢電標準スタイルの寄棟屋根であったが、空襲で焼失したため、瓦張りのものに戦後立て替えられた。伊勢電時代には、駅前に同社のタクシー部営業所が設けられていた。
なお、開業時の頭端式ホームは新松阪延伸時に貨物ホームへ格下げされ、新たに島式ホームが設置された。

## 沿革
- 1924年（大正13年）4月3日 - 津市駅として開業。
- 1925年（大正14年）12月16日 - 津新地駅に改称[1]。
- 1926年（大正15年）9月21日 - 社名変更により伊勢電気鉄道の駅となる。
- 1930年（昭和5年）4月1日 - 新松阪駅へ延伸。同時に駅移転。
- 1936年（昭和11年）9月15日 - 会社合併により参宮急行電鉄の駅となる。
- 1941年（昭和16年）3月15日 - 会社合併により関西急行鉄道の駅となる。
- 1944年（昭和19年）6月1日 - 会社合併により近畿日本鉄道の駅となる。
- 1961年（昭和36年）1月22日 - 廃止。

## 隣の駅
近畿日本鉄道
伊勢線
部田駅 - 津新地駅 - 津海岸駅